# Dipsadoboa flavida
Dipsadoboa flavida — вид змій родини полозових (Colubridae). Мешкає в Східній Африці.

## Підвиди
Виділяють два підвиди:
- Dipsadoboa flavida flavida (Broadley & Stevens, 1971);
- Dipsadoboa flavida broadleyi Rasmussen, 1989.

## Поширення і екологія
Dipsadoboa flavida мешкають на півдні Сомалі, на сході Кенії і Танзанії, зокрема на острові Унгуджа, а також в Мозамбіку та на півдні Малаві. Вони живуть в прибережних лісах, трапляються поблизу людських поселень. Зустрічаються на висоті до 1000 м над рівнем моря. Ведуть нічний спосіб життя. Живляться геконами і амфібіями, відкладають яйця.